# ヘレンesp
『ヘレンesp』（ヘレンイーエスピー）は、木々津克久による日本の漫画作品。単行本は全2巻。

## 概要
『週刊少年チャンピオン』（秋田書店）にて、2007年26号以降、シリーズ連載として四度の短期集中連載がなされ、2010年30号を以って完結した。事故により三重苦となった少女・ヘレンが、代償として身に付いた不思議な力（esp）により、不思議な出来事や事件などに遭遇し、体験・解決する物語である。

## あらすじ
少女・ヘレンは、5年前に事故に遭い、両親と自らの視力・聴力・言葉を失ってしまった。しかしヘレンには感覚を失った代わりに不思議な能力（esp）が身に付く。ヘレンは幼少の頃よりの愛犬・ヴィクターと共に、自らの能力によって不思議な体験や事件に遭遇することになる。

## 登場人物
ヘレン・高原・ラ・グィード（ヘレン・たかはら・ラ・グィード）
主人公。高校1年生。通称ヘレン。日本人の父とフランス人の母との日本国籍のハーフで、名前も外国風である。5年前、家族旅行中に乗っていた車が電車に衝突する事故に遭い、それによって両親と自らの視力・聴力・言葉を失ってしまう。現在は父の弟である叔父のもとで生活している。目も耳も口も不自由だが、相手が手の平に書く筆談や点字、ヘレンがボードに書く筆談などで意思疎通は可能であるほか、料理も作れるなど、一般人とほぼ変わらない生活を送ることができている。愛犬であるヴィクターとは幼い頃からの兄妹のような間柄で、普段の生活や外出の際には彼に手伝ってもらっている。優しく天真爛漫な性格で、三重苦という障害にもかかわらず明るく幸せに生きている。リハビリの際についた不思議な力（esp）により、ヴィクターともテレパシーのような意思疎通が出来るようになったほか、様々な不思議な出来事に関わることになる。その能力は様々なものを引き付け、ヘレンを助けもすれば危険を引き寄せる元にもなったりするため、ヴィクターからはその能力は危険であると見なされ、同時にヘレン自身の身の心配をされているが、当のヘレン本人は「ヴィクターは気にし過ぎよ」と笑って済ませている。2回目の連載からは高校（普通学校）に編入し、通う事となった。なお、事故のためか中学校には通っていない。
ヴィクター
子犬の頃に高原家に貰われ、それ以来ヘレンと共に暮らしている愛犬。ヘレンが障害を負ってからは盲導犬の役割を果たし、彼女の助けになっている。ヘレンの不思議な能力（esp）によりヘレンとはテレパシーのような感じで意思疎通が出来、その際の口調は紳士的だが、ややぶっきらぼうな性格。ヘレンがその能力によって危険な目に遭わないかと心配しているが、当のヘレンはいたって気にしていない。
俊也（としや）
ヘレンの叔父。父親の弟に当たる。ヘレンからは「オジサマ」と呼ばれている。
事故で両親を失い、同時に障害を負ったヘレンを引き取り、世話をしている。眼鏡をかけており、髭を生やした小太りの中年。優しい性格だが、結構ドジで不運な所がある。ヘレンはボードに、叔父さんはヘレンの手に書く事で筆談により意思疎通を図っている。両親亡き後のヘレンの幸せを願っており、点字で特殊な形で読める映画を持ってきたり、ヘレンの頼みで動物園に連れて行ってあげたり、学校へ編入させるなど彼女のために様々な便宜を図るなど、彼女のために尽くしている。ヘレンの能力には気が付いておらず、ごく普通の少女として接している。
小栗操（おぐり みさお）
ヘレンの同級生。高校へ編入して初めて出来た友達。世話焼き。
間宮礼二（まみや れいじ）
ヘレンの先輩。姉がヘレンの受け持ち看護師だったため、編入前から面識がある。

## 用語
私立不二学園（しりつふじがくえん）
ヘレンが通う学校。一般的な普通学校だが、ボランティアや個別教育に長けており、ヘレンのような重度の障害を持つ生徒も受け入れている。

## 単行本
1. ISBN 978-4253215213 （2009年1月20日初版発行、1月8日発売）
2. ISBN 978-4253215220 （2010年8月6日発売）